# Ufologie
Ufologie betreft het onderzoek van ufomeldingen en de mogelijke verklaringen die hieraan kunnen worden gegeven. In de loop der jaren werden door regeringen en onafhankelijke wetenschappers uit verschillende landen onderzoek naar het fenomeen opgestart. De bekendste studie was waarschijnlijk Project Blue Book, een onderzoek dat de United States Air Force voerde van 1947 tot 1969. De meeste wetenschappers staan sceptisch tegenover dit onderzoek en stellen dat bij gebrek aan bewijs en toetsbare theorie ufologie een pseudowetenschap is.

## Geschiedenis

### Project Blue Book
In 1948 begon U.S. Air Force met het onderhouden van een bestand van ufomeldingen dat ze de naam Project Blue Book gaven.
Project Blue Book had twee doelen:
1. vaststellen of ufo's al dan niet een gevaar betekenden voor de Verenigde Staten
2. het wetenschappelijk bestuderen van ufo-gerelateerde data.

In de loop van zijn bestaan verzamelde Project Blue Book duizenden verslagen over ufo's. Dit project liep van 1952 tot het werd stopgezet in 1969. Het werd voorafgegaan door Project Sign (1947–1948) en Project Grudge (1948–1952).
Een reeks radarmeldingen en visuele waarnemingen in de buurt van de National Airport in Washington D.C. in juli 1952 leidde de Amerikaanse regering ertoe een panel van wetenschappers aan te stellen onder leiding van H.P. Robertson - een fysicus van het Californië Institute of Technology (Pasadena). Hij kreeg daarbij de medewerking van een ploeg ingenieurs, meteorologen, fysici en een astronoom. Dit panel stond onder toezicht van de CIA en het rapport dat ze samenstelden was oorspronkelijk geklasseerd als 'Top secret'. Uit het later vrijgegeven rapport blijkt dat 90 procent van de ufowaarnemingen (meer dan 12.000) gemakkelijk konden worden geïdentificeerd met astronomische en meteorologische fenomenen zoals heldere planeten, meteoren, poollicht en wolken of met vliegtuigen, vogels, ballonnen, zoeklichten, hete gassen en andere verschijnselen.
In een eindrapport stelde Project Blue Book dat ufowaarnemingen werden gegenereerd als gevolg van:
- Een milde vorm van massahysterie.
- Personen die opzettelijk hoaxen fabriceren om in de belangstelling te komen.
- Psychopathologische personen.
- Verkeerde identificatie van de verschillende conventionele objecten.

Deze officiële conclusies werden direct tegengesproken door het in opdracht van de USAF samengestelde Blue Book Special Report # 14. Psychologische factoren en hoaxen vormden daarin in feite minder dan 10% van alle gevallen, en 22% van alle waarnemingen – met name de beter gedocumenteerde gevallen – bleven onopgelost.
In april 2003 heeft de USAF publiek verklaard dat er geen directe plannen meer bestaan voor nieuwe ufo studieprogramma's in officiële opdracht van de regering.

## Methodologie
Peter Andrew Sturrock, een Brit emeritus professor van toegepaste natuurwetenschappen aan de Universiteit van Stanford, stelt voor dat studie van ufo's - zoals de meeste wetenschappelijke inspanningen - opgedeeld zou moeten worden in minimaal de volgende activiteiten:
1. veldonderzoeken die leiden tot documentatie van elke casus en de meting of verzameling van fysiek bewijs;
2. laboratoriumanalyse van het fysieke bewijs;
3. de systematische verzameling van gegevens (descriptief en fysiek) om te zoeken naar patronen die op significante feiten wijzen;
4. de analyse van de verzameling van gegevens (descriptief en fysiek) om te zoeken naar patronen die op significante feiten wijzen;
5. de ontwikkeling van theorieën en de evaluatie van die theorieën op basis van de feiten.

## Ufo-classificatie
Sommige onderzoekers bevelen aan dat de observaties worden ingedeeld naar de kenmerken van het verschijnsel of object dat wordt gemeld of geregistreerd. Typische categorieën omvatten:
- schotelvormig, zonder zichtbare of hoorbare voortstuwing (dag en nacht);
- snel bewegende lichten of lichten met het schijnbare vermogen om snel van richting te veranderen en dan opeens te stoppen, onmogelijk voor conventionele vliegtuigen;
- zwarte driehoek, grote driehoekige toestellen, (of) met een driehoekig lichtpatroon;
- sigaarvormige objecten met verlichte ramen (meteoorvuurballen worden soms zo gerapporteerd);
- andere: chevrons (gehoekte strepen zoals op de mouw van een onderofficier), gelijkzijdige driehoeken, bollen, koepels, diamanten, zwarte vormeloze massa's, eivormen en cilinders.

### Hyneksysteem
Dr. Josef Allen Hynek was reeds in 1948 verbonden met Project Sign en bleef ook adviseur toen het eerst overging in Project Grudge en - in de vroege jaren vijftig - in Project Blue Book. Daar bleef hij ook aan verbonden als wetenschappelijk medewerker. Aanvankelijk startte hij als scepticus en slaagde er ook in om de meeste van de zogenaamde ufo-waarnemingen op een wetenschappelijke manier te verklaren. Stilaan werd hij er echter van overtuigd dat een klein deel van die waarnemingen niet als natuurlijk fenomeen, hoax of illusie kon worden weggeredeneerd. Later, in 1973, zou hij ook het Center for UFO Studies (CUFOS) in Chicago oprichten.
Hynek ontwikkelde een veelgebruikt systeem van beschrijving, waarbij hij zes categorieën onderscheidde. Eerst worden waarnemingen verdeeld in waarnemingen van nabij (close encounters) en waarnemingen op afstand, waarbij 150 m de twee soorten observaties arbitrair van elkaar scheidt. Vervolgens wordt elke categorie verder opgedeeld volgens bijzondere kenmerken. De drie categorieën 'waarnemingen op afstand' zijn:
- Nachtelijke lichten (NL of Nocturnal Lights): anomalieën waargenomen aan de nachtelijke hemel
- Daglicht-schotels (DD of Daylight Discs): Elk afwijkend object, meestal maar niet noodzakelijkerwijs schotelvormig, van op afstand gezien aan de hemel overdag.
- Radar / Visueel gevallen (RV). Objecten tegelijk gezien door ogen en op de radar.

De grootste bewijskracht krijgen de RV-waarnemingen, als gevolg van de bevestiging door radar. NL-gevallen krijgen de laagste score van significantie. In de praktijk worden veel meer NL-gevallen gerapporteerd dan die uit de RV-categorie.
Hynek definieert eveneens drie "close encounter" (CE) subcategorieën:
- CE1: vreemde voorwerpen in de omgeving gezien, maar zonder fysieke interactie met de omgeving.
- CE2: een CE1 geval dat fysiek bewijs achterlaat (bijvoorbeeld bodemafdrukken, schade aan de vegetatie) of elektromagnetische interferentie veroorzaakt.
- CE3: CE1 of CE2 gevallen waarin "bewoners" of entiteiten worden gezien. (Vandaar de titel van Steven Spielbergs film Close Encounters of the Third Kind.)

Net als de RV-gevallen worden CE-gevallen hoger gewaardeerd in bewijskracht, omdat ze meetbare fysische effecten achterlaten, en omdat voorwerpen van dichtbij gezien minder waarschijnlijk het gevolg van een misvatting zijn. Net als de RV-gevallen gaat het om relatief zeldzame verschijnselen.
Hyneks CE-classificatiesysteem is inmiddels uitgebreid met verschijnselen als vermeende ontvoeringen door buitenaardse wezens en veeverminking.

### Valléesysteem
Jacques Vallee heeft een ufo-classificatiesysteem bedacht waaraan door veel onderzoekers de voorkeur wordt gegeven. Het is aanzienlijk beschrijvender dan dat van Hynek, vooral op gebied van rapportering van het gedrag van ufo's.
Type - I (a, b, c, d) - Observatie van een ongewoon voorwerp, bol-of schotelvormig, of van een andere vorm, op of dicht bij de grond waargenomen (boomhoogte of lager). Kan mogelijk in verband gebracht worden met sporen van warmte, licht of als effect van iets anders.
- a - op of nabij de grond.
- b - bij of boven een water
- c - inzittenden lijken interesse te tonen door gebaren of lichtgevende signalen.
- d- object lijkt een aards voertuig te volgen of te bespieden.

Type - II (a, b, c) - Observatie van een ongewoon object met een verticale cilindrische vorm in de lucht dat mogelijk in verband kan worden gebracht met een diffuse wolk. Dit verschijnsel heeft verschillende namen gekregen zoals "wolk-sigaar" of "wolk-bol."
- a - een zich schokkerig door de lucht bewegend object
- b - een stilstaand object dat andere objecten lijkt te doen ontstaan (soms aangeduid als "satelliet-objecten")
- c - object is omgeven door secundaire objecten

Type - III (a, b, c, d, e) - Observatie van een ongewoon voorwerp in de vorm van een bol, een schijf of een ellips, dat stationair in de lucht blijft.
- a - 'Hangend' tussen twee perioden van beweging met "vallende blad" afdaling, op en neer, of slingerbeweging
- b - Onderbreking van vlucht naar zweven en dan verder bewegen
- c - verandert al zwevend van uiterlijk bv. verandering van helderheid, het doen ontstaan van en nieuw object, enz.
- d - "dog fights" (luchtgevechten) of zwermen tussen verschillende andere objecten
- e - Na een vlucht abrupt van koers veranderen om dan langzaam boven een bepaald gebied of cirkel te vliegen.

Type IV (a, b, c, d) - Observatie van een ongewoon object in voortdurende vlucht.
- a - voortdurende vlucht
- b - richting beïnvloed door de aanwezigheid van conventionele vliegtuigen
- c - vlucht in formatie
- d - golvend of zigzagtraject

Type V (a, b, c) - Observatie van een ongewoon voorwerp dat niet duidelijk waar te nemen valt, alsof het niet vast van structuur is.
- a - lichtgevende "fuzzy" voorwerpen met een grote diameter
- b - sterachtige objecten ('puntbronnen'), roerloos voor langere perioden
- c - sterachtige objecten die snel langs de hemel schieten, eventueel een vreemd traject volgend.

## Hypothesen
De volgende hypothesen gaan uit van het objectieve bestaan van het fenomeen, eerder dan de oorzaak te zoeken in de geest van de waarnemer.

### Geavanceerd vliegtuig
Dit is de theorie dat alle of sommige ufowaarnemingen in feite neerkomen op geavanceerde, geheime of experimentele vliegtuigen van aardse oorsprong. Zo waren er tijdens de jaren tachtig meldingen van "zwarte driehoek ufo's". Sommige ervan zouden geheime F-117 Nighthawk toestellen zijn geweest waarmee het publiek in november 1988 kennismaakte. Maar dit is nooit bewezen geweest en deze verklaring strookte niet met de gedragingen van de mysterieuze voorwerpen. De Belgische Luchtmacht heeft toegegeven zelf geen verklaring te hebben gevonden. Ook van nazi-Duitsland is bekend dat er experimenten plaatsvonden met ronde straalvliegtuigen die gebruikmaakten van het Coandă-effect. De theorie stelt dat, naast bekende wetenschappers als Wernher von Braun en zijn Duitse rakettechnologie-team, ook verder onbekend gebleven Duitse wetenschappers na de oorlog in de Verenigde Staten hun werk voortzetten. Deze nog altijd geheimgehouden geleerden en hun ontdekkingen zouden de oorzaak zijn van de golf van ufo's die enkele jaren later werden waargenomen (zie ook Operatie Paperclip, Peenemünde en nazi-ufo).

### Buitenaards leven

#### ETH
De buitenaardse hypothese ( 'ETH' of Extraterrestrial hypothesis): de theorie dat sommige ufowaarnemingen wijzen op buitenaards leven met geavanceerde ruimtevaartuigen. In veel complottheorieën betreffende ufo's speelt de afgelegen luchtmachtbasis Area 51 een rol als 'topsecret' geheime basis waar neergestorte ufo's, verongelukt of neergeschoten door het Amerikaanse leger, zouden worden onderzocht, gereconstrueerd of getest. Volgens sommige sensatieverhalen zouden er zelfs, al of niet levende, 'aliens' zijn ondergebracht in geheime ondergrondse basissen die verbonden zijn met Area 51. Hoe de vermeende buitenaardse ufo's zich voortbewegen is ook een bron van veel speculaties. De stringtheoreticus Michio Kaku speculeert over de mogelijkheid, dat een buitenaardse beschaving, die bijvoorbeeld onze gehele Melkweg beheerst, zou beschikken over een ons nog onbekende manier van voortstuwing: bijvoorbeeld magnetische monopolen. De vreemde en stille bewegingen die van ufo's gemeld worden, zouden hiermee verklaard kunnen worden. Verder noemt Kaku de mogelijkheid dat zo'n beschaving een robotbestuurd ruimteschip kan zenden - een scenario dat lijkt op de film 2001: A Space Odyssey. Door nanotechnologie hoeven deze ruimteschepen niet groter te zijn dan een straaljager. Onze Maan zou een goede basis voor deze robottoestellen kunnen zijn.

#### Enscenering
Een deelverzameling van de ETH, de Staging hypothese, gangbaar tot de jaren tachtig, speculeert erop dat buitenaardsen ontmoetingen regisseren als een bewust beleid om de mensheid "op te voeden", vergelijk de film 2001.

#### Vijand
Een variant is de vijand-hypothese. Wilhelm Reich en Jerome Eden stellen dat (sommige) ufo's - of de wezens die reizen in de ufo's - vijandig zijn. Zij beweren dat het afvalproduct van de ufo-motoren het 'dodelijk orgone' is (DOR), dat de atmosfeer verknoeit en ook verantwoordelijk zou zijn voor de woestijnvorming. Ook veeverminking valt bijvoorbeeld onder die vijandhypothese.

#### 'Critters'
De theorie van de Trevor James Constable speculeert erop dat ufowaarnemingen betrekking hebben op de waarneming van exotisch onbekend leven, ook wel bekend als "Critters" (creatures) of "Heat Critters" (hittemonsters). Deze theorie wordt soms in verband gebracht met de Orgone-energie van Wilhelm Reich, een zeer omstreden psychiater en seksuoloog.

### Demonische en/of bovennatuurlijke oorsprong
Er zijn verschillende ufo-logen die beweren dat ufo's en de zogenaamde aliens die ermee geassocieerd worden, niets anders zijn dan demonen of boze geesten, maar nu in een eigentijds jasje gehuld, die gedurende de hele menselijke geschiedenis al zijn vermeld in godsdienstige geschriften, mythologieën, legendes en volksverhalen. Vooral de schijnbaar bovennatuurlijke en de natuurwetten tartende gedragingen van ufo's en aliens wijzen daarop volgens sommige onderzoekers: plotselinge koersveranderingen met rechte hoeken of enorme versnelling vanuit stilstand, samensmelting of splitsing van ufo's, plotselinge verdwijning of verschijning (als een lamp die aan of uitgeschakeld wordt). Ook van aliens wordt beweerd dat ze verschijnen en verdwijnen in gesloten (slaap)kamers, door muren gaan en ook de psychische en lichamelijke schade die 'ontvoerden' vaak vertonen na hun ervaring en ook de meedogenloze en meestal mensonterende wijze waarop slachtoffers worden behandeld door de aliens wijst op vijandige bedoelingen.
Dit idee werd ook verdedigd door John A. Keel die ufo's zag als behorend tot een bovennatuurlijke werkelijkheid die de waarneming van gewone mensen oversteeg (hij noemde het de "ultraterrestrial"). Ook Jacques Vallee, vermeldde dit en volgens hem zijn ufo's en de bijbehorende aliens te vergelijken met de bovennatuurlijke sfeer waartoe engelen, demonen en feeën zouden behoren.

### Tijdreizen en parallelle werelden
Ufo's zijn volgens deze hypothese voertuigen afkomstig uit een andere tijd of een parallel universum. Sommigen speculeren erop dat het mensen zijn uit de toekomst die terugreizen in de tijd (zie parallel universum en tijdreizen).

## Psychologische verklaringen
Veel psychologen gaat ervan uit dat ufowaarnemingen berusten op verkeerde interpretaties, illusies en hallucinaties. Zo postuleert Hilary Evans in haar 'The Psychosocial Hypothesis', dat sommige ufowaarnemingen hallucinaties of fantasieën zijn, veroorzaakt door hetzelfde psychische mechanisme dat achter occulte, paranormale, bovennatuurlijke en religieuze ervaringen zit.
De Zwitserse psychoanalyticus Carl Gustav Jung schreef een essay over ufowaarnemingen: "Flying Saucers : A Modern Myth of Things Seen in the Skies" (1957). Daarin verklaart hij ufo's als manifestaties van het collectief onbewuste (zie ook Archetype). Zo wees hij erop dat de ronde vorm van de meeste schotels overeenkwam met de mandala, een soort archetypische vorm die voorkwam in religieuze beelden. Op die manier geïnterpreteerd was de ufo een projectie van een onbewust verlangen om dergelijke vorm te zien. Nochtans deed hij ze niet af als illusies of hallucinaties, maar eerder als een vorm van gedeelde spirituele ervaring. Merkwaardig is dat hij in een kort hoofdstuk ook zijn mening geeft dat sommige ufo's, gezien de fysieke bewijzen, echte "nuts-and-bolts" tuigen waren, dus materiële, werkelijke toestellen.

## Ufologen
De Air Force's Project Blue Book bestanden gaven aan dat ongeveer 1% van alle meldingen kwamen van amateur-en professionele astronomen of andere gebruikers van telescopen. In de jaren zeventig voerde astrofysicus Peter A. Sturrock twee enquêtes uit bij het Amerikaanse Instituut voor Lucht-en Ruimtevaart en de American Astronomical Society. Ongeveer 5% van de ondervraagde leden gaven aan dat ze ufo's hadden waargenomen. In 1980 voerden Gert Herb en astronoom J. Allen Hynek van het Center for UFO Studies (CUFOS), een enquête uit onder 1800 leden van verschillende amateur-astronoom verenigingen. Daaruit bleek dat 24% 'ja' antwoordde op de vraag "Heb u ooit een object waargenomen dat je meest uitputtende pogingen ter identificatie kon weerstaan?"
Astronoom Clyde Tombaugh, die zelf 6 ufo-waarnemingen toegaf, steunde de buitenaardse afkomst-hypothese van ufo's en stelde dat wetenschappers, die het verschijnsel zonder verdere studie verwierpen "onwetenschappelijk" bezig waren. Een andere astronoom, Dr. Lincoln LaPaz, die het onderzoek van de luchtmacht naar groene vuurbollen en andere ufofenomenen in New Mexico had geleid, getuigde van 2 persoonlijke waarnemingen. Eén ging over een groene vuurbal, de andere over een vreemd schotelvormig object.
Wetenschappelijk
- Josef Allen Hynek (1910-1986) was een Amerikaans astronoom en ufo-onderzoeker. Hij was ook wetenschappelijk adviseur voor Project Blue Book van 1951 en 1969. De naar hem genoemde "Classificatie van Hynek" is een methode voor de indeling van ufo-waarnemingen die na onderzoek niet konden worden verklaard als hoax, hallucinatie of een vergissing.
- Morris Ketchum Jessup (1900-1959). Amerikaans astronoom en ufoloog.
- Peter Andrew Sturrock (1924-), Amerikaan, doctor in astrofysica, huurde begin jaren zeventig Jacques Vallee in voor een researchproject en geraakte zo geïnteresseerd in ufologie.
- Clyde Tombaugh, (1906-1997), Amerikaan, astronoom, ontdekker van de dwergplaneet Pluto in 1930, ufo-researcher. Hij werkte in 1952 samen met Hynek en andere astronomen om elkaars ufo-observaties te vergelijken.
- Jacques Vallee is een Frans informaticus, astronoom, ufoloog en romanschrijver, naar wie de "Classificatie van Vallée" is genoemd.
- John Van Waterschoot, Belgisch professor, econoom, politicus.
- Felix Ziegel (1920-1988), Russisch onderzoeker en ufoloog.

Populair
- Otto Oscar Binder (1911-1974). Amerikaans auteur van science fiction verhalen, alsook auteur van UFO boeken.
- Donald Edward Keyhoe (1897-1988). Amerikaans auteur van artikelen omtrent luchtvaart en onderzoeker van UFO gerelateerde onderwerpen.
- Erich von Däniken (1935-) is een controversieel Zwitsers auteur die mogelijk bewijs voor buitenaardse invloed op de menselijke cultuur onderzoekt[19]
- Ion Hobana (1931-2011), Roemeens schrijver, mede-auteur UFO-boeken Julien Weverbergh.
- Julien Weverbergh, Belgisch schrijver en uitgever.
- George Adamski, een in Polen geboren Amerikaans sciencefictionschrijver en ufoloog.
- William Francis Brinsley Le Poer Trench, 8th Earl of Clancarty, 7th Marquess of Heusden (1911-1995). Veronderstelde dat niet-geïdentificeerde vliegende toestellen uit het binnenste van de aarde kwamen, en niet uit de ruimte. Voorstander van de holle aarde theorie.